# III Fuerza Expedicionaria de Marines
La III Fuerza Expedicionaria de Marines (en inglés: III Marine Expeditionary Force (III MEF) es una Fuerza de Tareas Aero-Terrestre de Marines del Cuerpo de Marines capaz de desplegarse rápidamente y llevar a cabo operaciones en todo el espectro de la ayuda humanitaria y asaltos anfibios. La III MEF mantiene una presencia avanzada en Japón y Asia dentro del marco Tratado de Mutua Cooperación y Seguridad entre EE. UU. y Japón. La III MEF también realiza operaciones combinadas y la formación en toda la región.

## Historia
La III MEF es descendiente del I y III Marine Amphibious Corps, activados durante la Segunda Guerra Mundial.

### Segunda Guerra Mundial
El III Amphibious Corps fue activado originalmente como el I Marine Amphibious Corps el 1 de octubre de 1942. Estaba compuesta de la 3.ª División de Marines, la 37.ª División de Infantería estadounidense, y una brigada de la 3.ª División Neozelandesa, entró en combate en la batalla de Bougainville. Fue renombrada como III Cuerpo Anfibio el 15 de abril de 1944 y como tal participó en la lucha contra el Imperio japonés en el Teatro del Pacífico en la Segunda Guerra Mundial. Luchó en algunas de las más sangrientas batallas, incluida la campaña de las Marianas y de Islas Palau y Okinawa. Tras la conclusión de las hostilidades, ocupó el norte de China, y fue desactivada el 10 de junio de 1946.

### Guerra de Vietnam
La fuerza se reactivó el 7 de mayo de 1965. De 1966 a 1970, pasó a llamarse Marine Amphibious Corps (III MAF), compuesta por la 1.ª División de Marines, la 3.ª División de Marines y la 1.er Ala Aérea del Cuerpo de Marines. El área de operaciones del III MAF estaba en el norte de la zona Táctica del I Cuerpo. 
En mayo de 1967, el área controlada por los Marines era de más de 1700 km².
El 12 de abril de 1975, la 31.ª Unidad Anfibia de Marines participó en la Operación Eagle Pull evacuando a los estadounidenses y a 287 extranjeros de Phnom Penh, Camboya. Entre el 29 y el 30 de abril la 9.ª Brigada Anfibia de Marines evacuó a más de 7000 estadounidenses y vietnamitas de Saigón, Vietnam en el marco de la Operación Frequent Wind.
Marines del 1.er Batallón, 4.º Regimiento y del 2.º Batallón, 9.º Regimiento, fueron llamados para ayudar en la recuperación del USS Mayagüez, fueron transportados en helicópteros a la isla Koh Tang donde se encontraba retenido el SS Mayagüez. La tripulación y el barco fueron rescatados el 15 de mayo.

### Del final de la guerra fría a la actualidad
Desde el final de la Guerra Fría, la III MEF ha servido en 1990 en la Operación Escudo del Desierto para proteger Arabia Saudí. También han participado en la labores humanitarias, como la evacuación de los civiles en Filipinas tras la erupción del volcán Monte Pinatubo en 1991, y en la ciudad japonesa de Kobe después de un devastador terremoto en enero de 1995.
Recientemente elementos de la III MEF procedentes del cuartel general de la Joint Task Force 536, más tarde rebautizada Combined Support Force 536, se establecieron en la base de U-Tapao Royal Thai Navy Airfield en Tailandia a raíz de la Terremoto del Océano Índico de 2004.

## Estructura
- 3.ª División de Marines

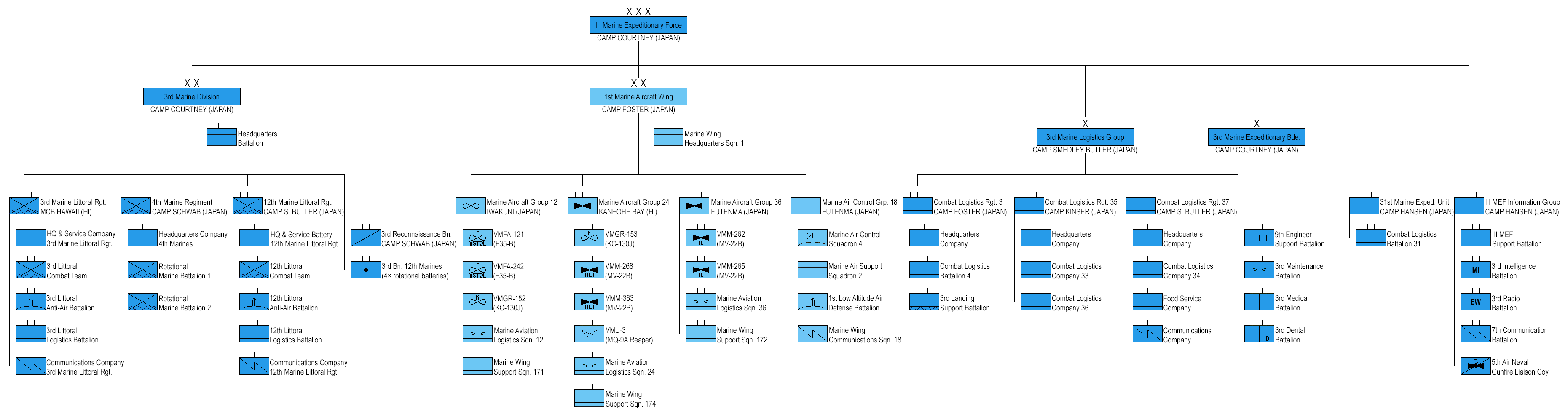
Estructura de la III MEF

- 1.er Ala Aérea del Cuerpo de Marines
- 3.er Grupo Logístico
- 3.ª Brigada Expedicionaria de Marines
- 31.ª Unidad Expedicionaria de Marines